# John Zerzan

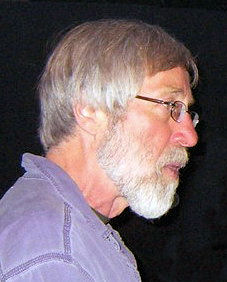
John Zerzan (2008)

John Zerzan (ur. 1943) – amerykański anarchoprymitywista, autor artykułów publikowanych w magazynie Green Anarchy oraz sześciu książek.

## Życiorys
Urodzony w rodzinie czeskiego pochodzenia. Na początku, pod wpływem poglądów Theodora Adorno, został komunistą, jednak później porzucił komunizm na rzecz anarchoprymitywizmu. Jak sam podkreśla mylnie określany autorem taktyki czarnego bloku i niszczenia mienia („property destruction”) – najprawdopodobniej przypisanie działań „czarnego bloku” Zerzanowi miało na celu pokazać wszystkich anarchistów biorących udział w tej formacji jako prymitywistów. Postać Zerzana przybliżona jest w filmie dokumentalnym „Nadprodukcja: Terror konsumpcji” (tytuł oryginału Surplus: Terrorized Into Being Consumers).